# Langwasser Südost
Langwasser Südost ist der südlichste Teil des Nürnberger Stadtteils Langwasser und der Name des Statistischen Bezirks 36 im Statistischen Stadtteil 3 „Südöstliche Außenstadt“. Der Bezirk besteht aus den Distrikten 360 Langwasser Südost (Lübener Str.), 361 Langwasser Südost (Hallenbad), 362 Langwasser Südost (Reinerzer Str.), 363 Langwasser Südost (Georg-Ledebour-Str.), 364 Langwasser Südost (Imbuschstr.), 365 Langwasser Südost (Frankenzentrum) und 366 Langwasser Südost (Forst).